# 신문로
신문로는 대전광역시 대덕구 신탄진동 대청대교 서단과 충청북도 청주시 상당구 문의면 미천리 문의사거리를 잇는 도로이다. 공사 당시에는 대전 ~ 문의간 도로로 불렸으며, 2017년 12월 29일에 전 구간 개통되었다. 신문로라는 명칭은 기점인 '신탄진'과 종점인 '문의면'의 첫 글자를 합친 것이다.

## 연혁
- 2014년 5월 26일 : 충청북도 청주시 상당구 문의면 미천리(문의사거리 ~ 도당산사거리) 1.36km 구간 개통[1]
- 2017년 12월 29일 : 대전(신탄진) ~ 문의간 도로(대전광역시 대덕구 신탄진동 ~ 충청북도 청주시 상당구 문의면 미천리) 9.6km 구간 확장 개통, 기존 대전광역시 대덕구 미호동 ~ 충청북도 청주시 상당구 문의면 미천리 8.4km 구간 폐지[2]
- 2018년 4월 27일 : 2개 이상 시·도에 걸쳐 있는 도로로 신문로를 고시[3]

## 주요 경유지
대전광역시
- 대덕구 신탄진동

충청북도
- 청주시 서원구 현도면 - 상당구 문의면

## 노선
전 구간 국가지원지방도 제32호선에 속하므로 이 노선에 대한 별도 표기는 생략한다.
| 이름              | 접속 노선                        | 소재지                           | 소재지                                  | 비고                                        |
| ----------------- | -------------------------------- | -------------------------------- | --------------------------------------- | ------------------------------------------- |
| 대청대교 서단     | 국가지원지방도 제32호선 (대청로) | 대전광역시                       | 대덕구                                  |                                             |
| 대청대교          |                                  | 대전광역시                       | 대덕구                                  |                                             |
| 청주시            | 서원구 현도면                    |                                  |                                         |                                             |
| 청주시            | 서원구 현도면                    | 노산1 교차로                     | 노산2길                                 |                                             |
| 청주시            | 서원구 현도면                    | 노산1교                          |                                         |                                             |
| 청주시            | 서원구 현도면                    | 노산2 교차로 (노산2교)           | 달계노산로                              |                                             |
| 청주시            | 서원구 현도면                    | (생태이동통로)                   |                                         | 연장 약 50m                                 |
| 청주시            | 서원구 현도면                    | 하석1 교차로 (달계교)            | 달계하석로                              |                                             |
| 청주시            | 서원구 현도면                    | 하석교                           |                                         |                                             |
| 청주시            | 서원구 현도면                    | 하석2 교차로                     | 하석1길 현도시동길                      |                                             |
| 청주시            | 서원구 현도면                    | 대청터널                         |                                         | 문의 방면 연장 1,170m 대전 방면 연장 1,120m |
| 청주시            | 상당구 문의면                    | 대청터널                         |                                         | 문의 방면 연장 1,170m 대전 방면 연장 1,120m |
| 청주시            | 품곡1교                          |                                  |                                         |                                             |
| 청주시            | 품곡 교차로                      | 덕유남계로                       |                                         |                                             |
| 청주시            | 품곡2교 품곡3교                  |                                  |                                         |                                             |
| 청주시            | 문의터널                         |                                  | 문의 방면 연장 510m 대전 방면 연장 495m |                                             |
| 청주시            | 문산교 도당1교 도당2교           |                                  |                                         |                                             |
| 청주시            | 도당산 교차로                    | 대청호반로 문의시내로            |                                         |                                             |
| 청주시            | 문의1교 문의2교 미천교           |                                  |                                         |                                             |
| 청주시            | 문의사거리                       | 대청호반로 문의시내로 회남문의로 | 지방도 제509호선과 연결                 |                                             |
| 미천고은로와 직결 |                                  |                                  |                                         |                                             |